# Esprit D'Air
Esprit D'Air ("Espírito do Ar" em francês) é uma banda de rock anglo-japonesa baseada em Londres. Em 2013, cresceram em popularidade quando o single "Shizuku" se tornou a primeira música jogável da categoria J-rock no videogame Rock Band 3, porém o grupo se separou no mesmo ano quando os membros voltaram para o Japão.
Reformada em 2016 como projeto solo de Kai, seu álbum de estreia Constellations foi lançado em 2017. Kai agora colabora com músicos suporte, sendo que alguns deles eram da formação original.

## Carreira

### Formação eDeai(2010–2011)
Os membros se conheceram em um show em Londres e a banda fez sua estreia em maio de 2010. Na época, era composta por cinco membros: Yosh (vocais principais), Kai (guitarra rítmica e vocal de apoio), Ellis (baixo), Yuki (guitarra base) e Daishi (bateria). Esprit D'Air lançou seu EP de estreia Deai em outubro de 2010. O título pode ser traduzido como "encontro", e Kai descreveu o nome como "uma espécie de primeiro olá da banda".
Desde sua formação a banda se apresentou em vários shows no Reino Unido e Espanha e foi entrevistada pelo site japonês de compartilhamento de vídeos, Nico Nico Douga. No início de 2011, o guitarrista Yuki deixou a banda por motivos pessoais, enquanto Yosh organizava apresentações em eventos de caridade em prol do sismo e tsunami de Tohoku em 2011 no Japão. A banda também anunciou novidades sobre seu segundo lançamento.

### Shizukue saída de Yosh (2012)
Em fevereiro de 2012, Esprit D'Air lançou The Hunter e fez dois shows em Nambucca (Londres) e La Farga (Barcelona, Espanha) em promoção ao single. Tom Smith, o diretor da gravadora independente europeia JPU Records (The Gazette, Polysics, Ling Tosite Sigure), descreveu o single como um lançamento que "nos excita muito mais do que qualquer visual kei ou J-rock recente do Japão".
Em junho de 2012, Esprit D'Air lançou Shizuku e por tempo limitado ofereceu a faixa gratuitamente. No início de 2013, a popularidade da banda cresceu quando Shizuku se tornou a primeira faixa japonesa do videogame de Xbox 360, Rock Band 3, e a única faixa a ser apresentada na categoria J-Rock.
Por motivos pessoais, Yosh deixou a banda logo depois e voltou a Tóquio seis meses depois que a banda anunciou hiato indefinido, no final de 2013.

### Coma, Hakuren e dissolução (2013)

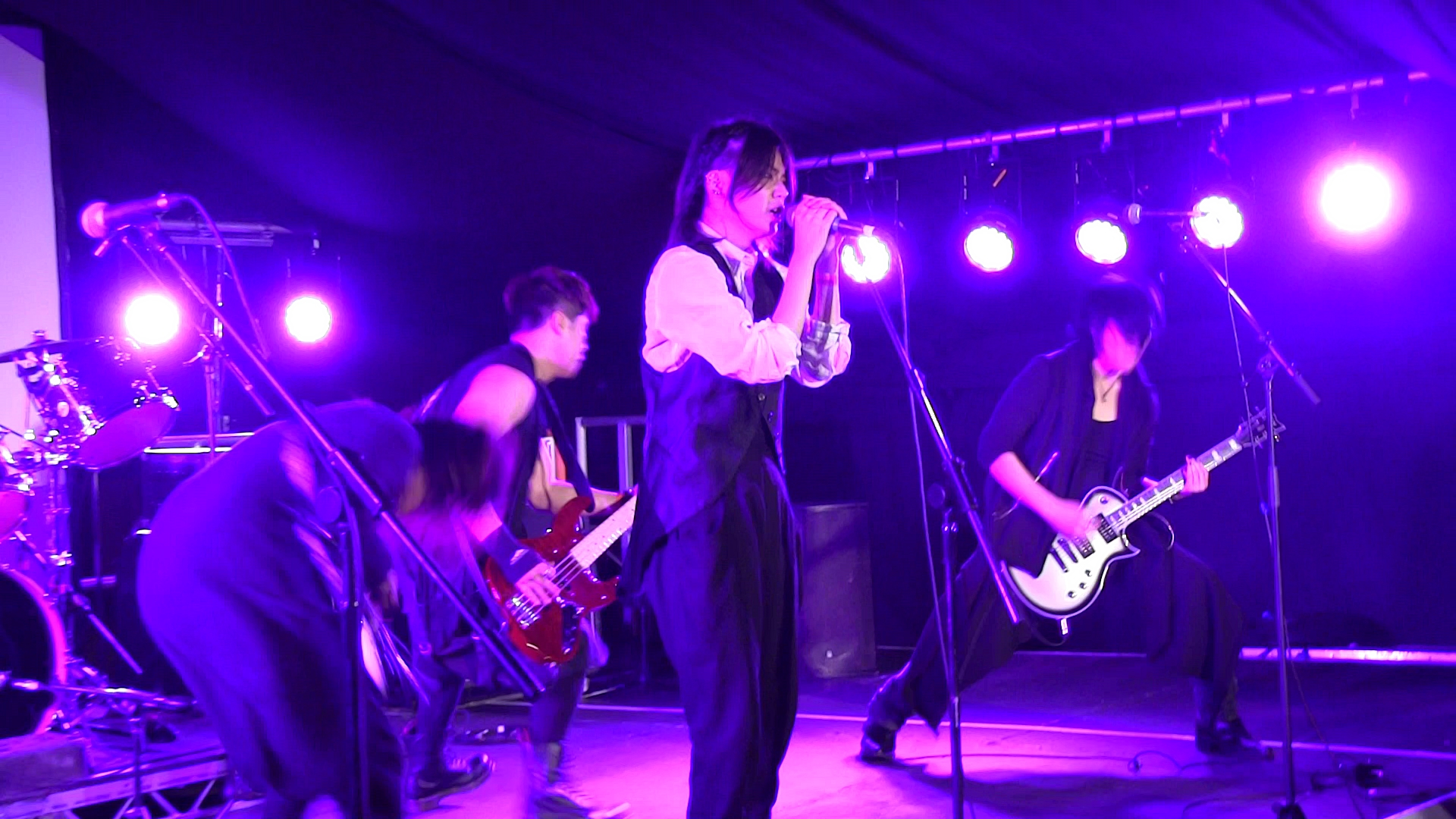
Esprit D'Air em 2013

Em abril de 2013, Coma e Hakuren se juntaram a banda como vocalista principal e guitarrista base, respectivamente, tornando a banda um quinteto mais uma vez. No entanto, o grupo fez seu último show com esta formação no Brighton Japan Festival em setembro de 2013. Um mês depois, Coma voou de volta para Tóquio, sem esperanças de retornar. Com o vocalista em outro país, a banda não via mais futuro e decidiu se separar, apesar de gravadoras terem interesse em seu próximo álbum.
Foi revelado em uma entrevista ao Louder Sound que separação foi parcialmente devido à depressão e às lutas pessoais do principal compositor Kai.

### Reunião eRebirth(2016)
Esprit D'Air se reuniu como um trio em março de 2016 para um show com Kai nos vocais, se apresentando em um evento de caridade em Londres, onde todos os rendimentos foram para Aoba-gakuen, um orfanato em Fukushima, Japão. Por meio de ingressos, mercadorias, vendas de alimentos e doações, o evento arrecadou mais de £1.100 para o orfanato. Todavia, ainda não havia sido decidido que a banda oficialmente voltaria as atividades. Posteriormente, devido ao interesse dos fãs, em junho de 2016, Esprit D'Air anunciou oficialmente seu retorno com o guitarrista original Kai assumindo o papel de vocalista principal, Ellis no baixo e Daishi na bateria (é mais tarde revelado que Ellis e Daishi não estavam realmente na banda, mas como músicos suporte). Eles também anunciaram três shows, incluindo uma apresentação no palco principal do Hyper Japan Festival.
Em dezembro de 2016, Esprit D'Air lançou "Rebirth", seu primeiro single em quatro anos, e promoveu-o com shows no Zigfrid von Underbelly em Londres e no Le Trianon em Paris. De acordo com Kai, a música conta a história de um homem que encontra sua voz e canta sob as estrelas, o que o leva a se tornar o salvador de sua cidade, pois sua voz inspira todos que a ouvem. A primeira e a segunda linhas aludem à bela vista do público do palco ("Aoku yureta hoshi wo matoi" - nas luzes desfocadas das estrelas azuis). A ponte do meio indica seu futuro brilhante e como ele está avançando em direção a ele.

### Constellations(2017–2018)
Em março de 2017, Esprit D'Air apresentou um show esgotado na O2 Academy2 Islington. Em abril, a banda lançou o single Guiding Light e estreou seu videoclipe exclusivamente na Teamrock.com, mais tarde sendo listada no ranking de 50 melhores canções de rock de 2017 do site.
Esprit D'Air lançou o álbum Constellations digitalmente em 30 de junho, seguido pelo lançamento físico em 7 de julho com três faixas bônus pela Starstorm Records. Kai descreveu o tema abrangente do álbum como encontrar esperança e positividade nos tempos mais sombrios e desafiadores. Constellations alcançou a terceira posição nas paradas de hard rock e metal da Amazon.
Em agosto, Ignition foi lançado como single. Esprit D'Air se apresentou na O2 Academy Islington como banda de apoio de The Birthday Massacre em 24 de outubro de 2017, bem como uma turnê de 7 dias no Reino Unido em Londres, Cardiff, Birmingham, Manchester, Newcastle, Carlisle e Glasgow em fevereiro de 2018 para comemorar o lançamento de Constellations. Em janeiro de 2018, a banda lançou o single "Starstorm" do álbum Constellations. A versão single é remasterizada por Stuart Hawkes, que é conhecido por seus trabalhos com Miyavi, Sugizo e Mika Nakashima. Também contém um remix por Shudan e uma versão instrumental. Em março Constellations ganhou o prêmio de "Melhor Álbum de Metal ou Hardcore" no The Independent Music Awards. Apresentado em Nova Iorque, o painel de jurados contou com Amy Lee, Slayer e Sepultura. Também foi anunciado que em setembro de 2018 a turnê de Constellations seria extendida.
O single "Calling You" foi lançado em maio. Apareceu na lista de  Faixas da Semana da Loudersound ao lado de Nine Inch Nails, Ghost e Bullet for My Valentine e além disso, sua primeira exibição foi na rádio BBC. Em agosto, foi lançado um cover de "Serafine" da banda japonesa Dead End. No final do ano, a banda foi indicada para  o prêmio "Melhor Artista Musical" no Neo Awards, patrocinado pela Sega. Disputado com Crossfaith, The Gazette e Band-Maid, Esprit D'Air terminou em quarto lugar.

### Oceans(2019–presente)
No início de 2019, Esprit D'Air iniciou uma campanha de crowdfunding para arrecadar fundos para o lançamento de seu novo single "Amethyst". Atingiram seu objetivo em três dias. No meio da campanha, Ellis deixou a banda por motivos pessoais, todavia "Amethyst" foi lançado em fevereiro de 2019.
Em junho, foi anunciado que o laptop que continha todo o conteúdo de seu próximo álbum foi roubado, o que significava que eles teriam que gravar novamente e adiar o lançamento. Foi então anunciado que ele seria intitulado Oceans. O trabalho roubado também incluiu backups do single "Amethyst".
Em maio de 2020, Esprit D'Air anunciou seu show de 10º aniversário que aconteceria no The Dome em Londres em 24 de outubro de 2020. No entanto, devido à pandemia de COVID-19, a apresentação ao vivo foi substituída por uma transmissão ao vivo na mesma data, que ocorreu na KK's Steel Mill em Wolverhampton. Em dezembro, lançaram o single "Leviathan", acompanhado por um videoclipe que estreou na Loudwire dirigido por Andy Mihov. O lançamento de "Leviathan" atraiu alguns elogios de músicos como Ben Christo, do The Sisters of Mercy, dizendo: "É uma mistura realmente única de djent, industrial, electro, gótico, emo, metal e muito mais. Eu adoro a qualidade dramática e cinematográfica que tem, com cores melancólicas e obsessivas se agitando entre as mandíbulas cruéis e implacáveis da máquina." Michael Falcore do The Birthday Massacre afirmou que "Leviathan" é uma "música maravilhosa, parece uma ópera moderna com guitarras pesadas pegando fogo! Melancólico e assustador, os vocais cortam profundamente. Uma música verdadeiramente inspiradora." Foram acompanhados do lançamento de dois remixes, um por Heavygrinder e um  pelo produtor  Shirobon.
Em fevereiro de 2021, Esprit D'Air lançou o álbum ao vivo 10th Anniversary Live com gravações de seu show online de outubro de 2020. A versão física do CD contém as doze faixas completas, enquanto a versão digital contém dez gravações do show. Em março, lançaram um cover de Kurenai do X Japan, com as guitarras, baixo e vocais gravados por Kai, e bateria por Jan-Vincent Velazco. Devido à pandemia, este é o primeiro lançamento da Esprit D'Air sem um videoclipe mostrando a perfomance da banda. Em vez disso, foi lançado um vídeo de motion graphics. Em abril, o single "Nebulae" foi lançado. A temática fala sobre seguir em frente e assumir o controle da sua própria vida. Kai comentou: "Podemos deixar que as circunstâncias nos governem ou podemos assumir o controle de nosso destino. Este é o nosso hino de motivação e invenção do nosso próprio futuro." Também foi anunciado que Esprit D'Air continuará lançando novas músicas a cada seis semanas através da plataforma Patreon.
"Glaciers" foi lançada em junho. O single teve uma direção de balada pós-rock, que Kai disse ter sido inspirada em bandas como Mogwai, Explosions in the Sky e os primórdios do L'Arc~en~Ciel. Em setembro, a banda anunciou seu retorno após a pandemia, com um show em Londres na O2 Academy Islington em fevereiro de 2022 e lançou o single "Tsunami",  tocado em um estilo mais pesado de djent e electronicore. O videoclipe apresenta os membros de turnê Jan-Vincent, Yusuke e Takeshi. Souhou Raiā foi lançada em outubro em colaboração com o produtor de vocaloid UmiKazeTaiyou, de Tóquio.

## Estilo musical e influências
Assim como a maioria das bandas de rock japonesas, Esprit D'Air foi classificado em diversos gêneros, como electronicore, gothic metal, power metal e metal industrial. Em várias entrevistas, Kai disse que suas bandas favoritas são Iron Maiden, Judas Priest, Megadeth, X Japan, Mötley Crüe, WASP e Anthrax, embora a música de Esprit D'Air não reflita suas musicalidades.
Em um artigo sobre bandas de rock e metal japonesas no Loudwire, Kai cita X Japan, Dead End e L'Arc~en~Ciel (particularmente Hyde) como algumas de suas principais influências.

## Membros
- Kai - guitarra (2010–13, 2016 – presente), vocal principal, baixo, bateria, compositor (2016 – presente)

Membros de suporte
- Ryoma "Ryo" Takahashi - guitarra (2016 - presente)
- Jan-Vincent Velazco - bateria, percussão (2016-presente)
- Yusuke Okamoto - guitarra (2019 - presente)
- Takeshi Tokunaga - baixo (2019 - presente)
- Kazuki Nishigaki - baixo (2020 - presente)

### Ex membros
- Yuki - guitarra (2010-11)
- Tatsuya "Hakuren" Nashimoto - guitarra (2013)
- Ellis - baixo (2010–13, 2016–19 ao vivo apenas)
- Daishi - bateria, percussão (2010–13, 2016–17 apenas ao vivo)
- Yoshisuke "Yosh" Suga - vocal principal (2010–13)
- Coma - vocais principais (2013)

Ex membros suporte
- Jimmy Pallagrosi - percussão, bateria (2016)
- Chris Allan-Whyte - percussão, bateria (2016–17)
- Juri Uchishiba - violino (2016-2017)
- Yutaka Kaneko - percussão (2016-2017)
- Taku Miyamoto - percussão, bateria (2018-19)
- Yuri Shibuichi - baixo (2019)
- Andre Joyzi - percussão, bateria (2020)

## Discografia

### Álbuns
| Ano  | Detalhes do álbum |
| ---- | --- |
| 2017 | Constellations - Lançado: 7 de julho de 2017 - Gravadora: Starstorm Records - Posição na Amazon Hard rock e Metal: #3 |

### Álbuns ao vivo
| Ano  | Detalhes do álbum                                                                      |
| ---- | -------------------------------------------------------------------------------------- |
| 2021 | 10th Anniversary Live - Lançado: 5 de fevereiro de 2021 - Gravadora: Starstorm Records |

### Singles
| Ano  | Detalhes |
| ---- | --- |
| 2012 | Shizuku (雫) - Lançado: 29 de junho de 2012 - Gravadora: Independente                                                 |
| 2016 | Rebirth - Lançado: 14 de dezembro de 2016 - Gravadora: Starstorm Records                                              |
| 2017 | Guiding Light - Lançado: 14 de abril de 2017 - Gravadora: Starstorm Records                                           |
| 2017 | Ignition - Lançado: 18 de agosto de 2017 - Gravadora: Starstorm Records                                               |
| 2018 | Starstorm - Lançado: 26 de janeiro de 2018 - Gravadora: Starstorm Records                                             |
| 2018 | Calling You - Lançado: 11 de maio de 2018 - Gravadora: Starstorm Records                                              |
| 2018 | Serafine - Lançado: 31 de agosto de 2018 - Gravadora: Starstorm Records                                               |
| 2019 | Amethyst - Lançado: 22 de fevereiro de 2019 - Gravadora: Starstorm Records                                            |
| 2020 | Leviathan - Lançado: 4 de dezembro de 2020 - Gravadora: Starstorm Records                                             |
| 2021 | Kurenai (紅) - Lançado: 19 de março de 2021 - Gravadora: Starstorm Records                                            |
| 2021 | Nebulae - Lançado: 30 de abril de 2021 - Gravadora: Starstorm Records                                                 |
| 2021 | Glaciers - Lançado: 11 de junho de 2021 - Gravadora: Starstorm Records                                                |
| 2021 | Tsunami (津波) - Lançado: 3 de setembro de 2021 - Gravadora: Starstorm Records                                        |
| 2021 | Souhou Raiā (双方ライアー) feat. UmiKazeTaiyou - Lançado: 15 de outubro de 2021 - Gravadora: Starstorm Records        |
| 2021 | Deai - Orchestra Mix (出逢い-オーケストラ・ミックス) - Lançado: 26 de novembro de 2021 - Gravadora: Starstorm Records |

### EPs
| Ano  | Detalhes                                                                                 |
| ---- | ---------------------------------------------------------------------------------------- |
| 2017 | Deai (出逢い) - Lançado: 29 de outubro de 2010 - Gravadora: Independente                 |
| 2012 | The Hunter - Lançado: 29 de fevereiro de 2012 - Gravadora: Independente                  |
| 2012 | Guiding Light (Reimagined) - Lançado: 23 de julho de 2021 - Gravadora: Starstorm Records |

### Outras aparições
- Vários artistas - Now Hear This! Os vencedores do 16º Independent Music Awards (2018)

## Prêmios
| Ano  | Prêmio                   | Categoria                         | Trabalho       | Resultado    |
| ---- | ------------------------ | --------------------------------- | -------------- | ------------ |
| 2012 | JpopAsia Music Awards    | Melhor Single de J-Rock           | "Shizuku"      | Indicado     |
| 2017 | Independent Music Awards | Melhor ato musical                | Esprit D'Air   |              |
| 2018 | Neo Awards               | Melhor Álbum de Metal ou Hardcore | Constellations | Venceu       |
| 2019 | Neo Awards               | Melhor ato musical                | Esprit D'Air   | Quarto lugar |